# Zéphirin Zoko
Zéphirin Ghanoua Zoko (ur. 13 września 1977 w Abidżanie) – iworyjski piłkarz grający na pozycji napastnika. W reprezentacji Wybrzeża Kości Słoniowej rozegrał 9 meczów i strzelił 4 gole.

## Kariera klubowa
Karierę piłkarską Zoko rozpoczął w klubie Stade d’Abidjan. W 1998 roku zadebiutował w jego barwach w pierwszej lidze Wybrzeża Kości Słoniowej. W 1999 roku przeszedł do innego klubu z Abidżanu, ASEC Mimosas. Wraz z zespołem ASEC dwukrotnie wywalczył mistrzostwo kraju w latach 2000 i 2001 oraz zdobył Puchar Wybrzeża Kości Słoniowej w 1999 i superpuchar kraju w tym samym roku.
W 2002 roku Zoko odszedł do francuskiego czwartoligowca, Paris FC. Latem 2002 został zawodnikiem drugoligowego Olympique Alès. Natomiast w sezonie 2003/2004 grał w AS Cannes.
W 2004 roku Zoko został zawodnikiem belgijskiego KV Oostende. W belgijskiej ekstraklasie zadebiutował 8 sierpnia 2004 w zremisowanym 3:3 domowym meczu z KVC Westerlo i w debiucie zdobył gola. W sezonie 2004/2005 strzelił 8 goli, a Oostende spadło do drugiej ligi. Po spadku Oostende odszedł do KAA Gent, w którym swój debiut zanotował 10 września 2005 w spotkaniu z KRC Genk (2:0). W Gent grał przez sezon.
W 2006 roku Zoko odszedł do francuskiego trzecioligowego Nîmes Olympique. W latach 2007–2008 grał w czwartoligowym US Luzenac, w którym zakończył swoją karierę.
| Sezon   | Klub            | Kraj                     | Rozgrywki            | Mecze | Bramki |
| ------- | --------------- | ------------------------ | -------------------- | ----- | ------ |
| 1998    | Stade d’Abidjan | Wybrzeże Kości Słoniowej | Ligue 1 MTN          | ?     | ?      |
| 1999    | ASEC Mimosas    | Wybrzeże Kości Słoniowej | Ligue 1 MTN          | ?     | ?      |
| 2000    | ASEC Mimosas    | Wybrzeże Kości Słoniowej | Ligue 1 MTN          | ?     | ?      |
| 2001    | ASEC Mimosas    | Wybrzeże Kości Słoniowej | Ligue 1 MTN          | ?     | ?      |
| 2001/02 | Paris FC        | Francja                  | CFA                  | 15    | 9      |
| 2002/03 | Olympique Alès  | Francja                  | Championnat National | 19    | 6      |
| 2003/04 | AS Cannes       | Francja                  | Championnat National | 34    | 10     |
| 2004/05 | KV Oostende     | Belgia                   | Eerste Klasse        | 27    | 8      |
| 2005/06 | KAA Gent        | Belgia                   | Eerste Klasse        | 21    | 5      |
| 2006/07 | Nîmes Olympique | Francja                  | Championnat National | 25    | 3      |
| 2007/08 | US Luzenac      | Francja                  | CFA                  | 25    | 9      |
| 2008/09 | US Luzenac      | Francja                  | CFA                  | 28    | 4      |

## Kariera reprezentacyjna
W reprezentacji Wybrzeża Kości Słoniowej Zoko zadebiutował w 2000 roku. W swojej karierze dwukrotnie był powoływany do kadry na Puchar Narodów Afryki. W 2000 roku rozegrał 1 mecz Pucharu Narodów Afryki 2000, z Ghaną (2:0), a w 2002 roku – 1 w Pucharze Narodów Afryki 2002, z Kamerunem (0:1). Od 2000 do 2002 roku rozegrał w kadrze narodowej 9 spotkań, w których strzelił 4 gole.